# Stawropol
Stawropol (ros. Ставрополь; w latach 1935–1943 Woroszyłowsk) – miasto w Federacji Rosyjskiej, stolica Kraju Stawropolskiego. W 2020 roku liczyło 450 tys. mieszkańców.

## Ludność
- Rosjanie – 88,7%
- Ormianie – 4,3%
- Ukraińcy – 1,6%
- Grecy – 0,6%
- Karaczajowie – 0,5%
- Białorusini – 0,4%
- Azerowie – 0,4%
- Tatarzy – 0,3%
- Gruzini – 0,3%
- Czeczeni – 0,3%

## Gospodarka
W mieście rozwinął się przemysł maszynowy, chemiczny, młynarski, mięsny, winiarski, olejarski, odzieżowy, skórzany oraz materiałów budowlanych.

## Transport
W mieście znajduje się stacja kolejowa Stawropol.

## Ciekawe miejsca
- Pierwsze kobiece gimnazjum na Kaukazie[4].
- Memoriał „ofiarom represji politycznych w latach 1930–1950”. Ustawiony 12 czerwca 1999
- Pomnik młodych obrońców Ojczyzny 1941-1945.

## Religia
Stawropol jest siedzibą erygowanej w 1842 lub 1843 eparchii stawropolskiej Rosyjskiego Kościoła Prawosławnego i zarazem stolicą jego metropolii stawropolskiej. Katedrą eparchii stawropolskiej jest sobór Kazańskiej Ikony Matki Bożej w Stawropolu, wcześniej funkcję tę przez wiele lat pełnił sobór św. Andrzeja w Stawropolu.

## Sport
- Dinamo Stawropol – klub piłkarski
- Dinamo-Interros Stawropol – klub piłkarski

## Urodzeni w Stawropolu
- Aleksy (Alosza) Awdiejew – polski aktor filmowy, piosenkarz, artysta Piwnicy pod Baranami w Krakowie, językoznawca pochodzenia rosyjskiego
- Rimma Iwanowa – rosyjska pielęgniarka, uczestniczka I wojny światowej, odznaczona Orderem Świętego Jerzego IV klasy
- Kazimierz Kunicki – polski dowódca wojskowy, podporucznik pilot Wojska Polskiego II RP
- Aleksander Słuczanowski – polski hokeista, olimpijczyk

## Miasta partnerskie
- Béziers, Francja
- Des Moines, USA
- Pazardżik, Bułgaria
- Temuco, Chile

## Wojsko
W mieście stacjonuje 66 Brygada Dowodzenia 49 Armii Ogólnowojskowej.